# Нашвілл Предаторс
«Нашвілл Предаторс» (укр. Хижаки Нашвіллу, англ. Nashville Predators) — заснована у 1998 професіональна хокейна команда міста Нашвілл, у штаті Теннессі.
 Команда — член Центрального дивізіону, Західної конференції, Національної хокейної ліги. 
Домашнє поле для «Нешвілл Предаторс» — Соммет-центр.

## Історія
Хокейна команда Нашвілла заснована в кінці ХХ-століття. Уже наприкінці будови, в 1995 році, поширилися чутки, що на місцеву арену переїжджатиме команда «дияволів з Нью-Джерсі» (яка не могла вилізти з фінансової ями). Спонсори майбутньої команди, мали відношення до одного з найбагатших фінансових кланів Америки, запропонували за переїзд на їхню арену бонус в розмірі $ 20 мільйонів. Першими зголосилися «дияволи», які намагалися припинити свою оренду в Нью-Джерсі та реструктуризувати свої борги в лізі.
Через рік, в грудні 1996 року, в Нашвіллі таки відкрився новий стадіон вартістю 144,5 мільйона доларів США, який отримав назву «Нашвілл Арена»  і вміщував 17113 глядачів, а вже через місяць бізнесмен Крейг Леопольд і його компанія «Гейлорд Ентертейнмент» подали заявку на отримання хокейної команди. 17 червня 1997 року спеціальна комісія НХЛ рекомендувала Нашвілл як місце для нової команди, а ще через 8 днів Леопольд, зять найбагатшої родини Америки (його дружина, мультимільйонер Гелен Джонсон-Леопольд, входила в раду засновників «S. C. Johnson & Son») отримав офіційні права на клуб НХЛ.
Першим генеральним менеджером нової команди, в липні 1997 року, був призначений Девід Пойл, а першим тренером став Баррі Троц. 4 травня 1998 року НХЛ офіційно оголосила про долучення в свої ряди нової команди зі штату Теннессі - «Нашвілл Предаторс». Зображення шаблезубого тигра на логотипі команди пов'язано з тим фактом, що на початку 1970-х років при будівництві хмарочоса, в котловані фундаменту були виявлені кістки цієї тварини. Сама назва команди було вибрано уболівальниками.
На початку грудня 2007 року Крейг Леопольд (опісля того, як його дружина стала генеральним директором батькових мільярдних активів) переформатовував свій бізнес, відтак збувся свого нашвільського активу (процедура тривала 2 роки). Він продав команду та спортивну арену майже за 200 мільйонів доларів. Новими власниками клубу стала нашвільська бізнес-спільнота та кілька спортивних акціонерів. Нові власники, «Predators Holdings LLC» були з числа впливових венчурних та медичних корпорацій і кілька спортивних спекулянтів: David S. Freeman, William “Boots” Del Biaggio, Herbert A. Fritch, Christopher Cigarran, Thomas Cigarran, Joel and Holly Dobberpuhl, DeWitt Thompson V, John Thompson and Warren Woo.

## Капітани команди
- Том Фіцджеральд, 1998–2002
- Грег Джонсон, 2002–2006
- Кіммо Тімонен, 2006–2007
- Джейсон Арнотт, 2007–2010
- Ші Вебер, 2010–2016
- Майк Фішер, 2016–2017

## Індивідуальні досягнення

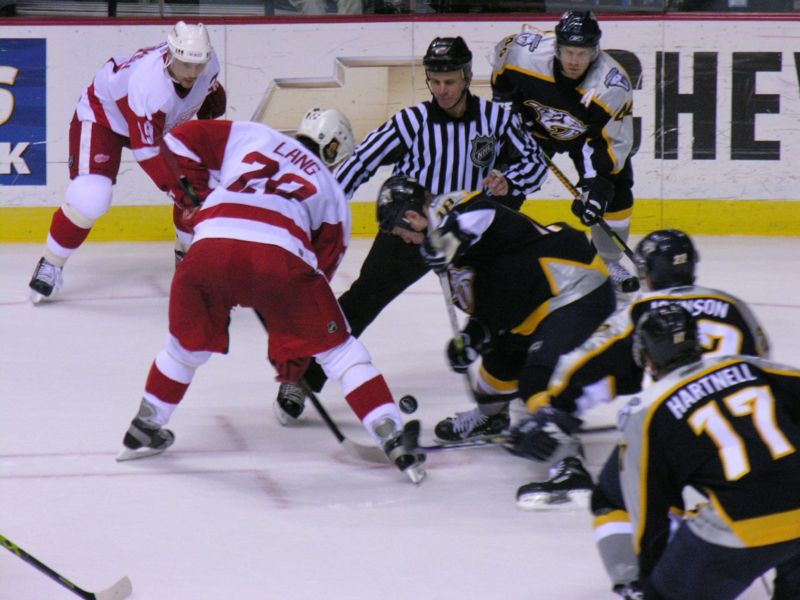
Гра «Хижаків» (темна форма) з «Детройтом».

Оскільки «Нашвілл Предаторс», за свою коротку історію, ще не здобували якихось командних титулів, більшість їхніх здобутків стосуються індивідуальних звитяг їхніх гравців.

### Найкращі результати гравців (за всі сезони)
- Найбільша кількість очок: Девід Легванд - 566 (1998-2013)
- Найбільша кількість голів: Девід Легванд - 210 (1998-2013)
- Найбільша кількість результативних передач: Девід Легванд - 356 (1998-2013)
- Найбільша кількість ігор: Девід Легванд - 956 (1998-2013)
- Найбільша кількість очок, набраних захисником: Ші Вебер - 382 (2005-2015)
- Найбільша кількість голів, забитих захисником: Ші Вебер - 142 (2005-2015)
- Найбільша кількість результативних передач, відданих захисником: Ші Вебер - 240 (2005-2015)
- Найбільша кількість перемог: Пекка Рінне - 192 (2005-2015)
- Найбільша кількість «сухих» ігор: Пекка Рінне - 35 (2005-2015)

### Здобутки в регулярній першості (за один сезон)
- Найбільша кількість очок: Пол Карія - 85 (31 + 54 в 2005-06)
- Найбільша кількість голів: Джейсон Арнотт - 33 (2008-09)
- Найбільша кількість результативних передач: Пол Карія - 54 (2005-06)
- Найбільша кількість штрафних хвилин: Патрік Коте - 242 (1999-2000)
- Найбільша кількість очок, набраних захисником: Ші Вебер - 56 (23 + 33 в 2013-14)
- Найбільша кількість голів, забитих захисником: Ші Вебер - 23 (2008-09, 2013-14)
- Найбільша кількість результативних передач, відданих захисником: Кіммо Тімонен - 42 (2006-07)
- Найбільша кількість перемог: Пекка Рінне - 43 (2011-12)
- Найбільша кількість «сухих» ігор: Пекка Рінне (2008-09) і (2009-2010) - по 7